# Kraška vas
Kraška vas este o localitate din comuna Brežice, Slovenia, cu o populație de 39 de locuitori.